# Johannes Herbst
Johannes  Herbst (latiniserat Herbestus), var en romersk-katolsk präst från Polen. 
Herbst var redan under hertig Johans fängelsetid hovpredikant hos dennes gemål Katarina Jagellonica. Han var kvar i denna tjänst även efter tronskiftet 1568 och tycks ha spelat en viss roll vid de första försöken till närmande mellan det svenska kungaparet och ledarna för den katolska reaktionen. 
Han uppträdde, sedan Laurentius Petris kyrkoordning antagits, med en eller ett par stridsskrifter rörande nattvardens firande, det sanna prästerskapet med mera, som numera anses vara förlorade. Ärkebiskopen svarade med motskrifter, av vilka en, "De consecratione sacramenti", av Abraham Angermannus, trycktes (1588). 
Den svenska samtiden överdrev Herbsts betydelse och påstod utan skäl att han skulle ha deltagit i skrivandet och utgivandet av liturgin. I slutet av 1570-talet lämnade Herbst Sverige.